# Prosthemadera novaeseelandiae
El mielero tui (Prosthemadera novaeseelandiae) es una especie de ave paseriforme de la familia Meliphagidae endémica de Nueva Zelanda. La palabra tūī es el nombre de este pájaro en maorí. Son aves con fama popular de inteligentes ya que son capaces de imitar y repetir con gran claridad palabras y frases humanas, al estilo de los loros. El canto del tui es muy característico y ruidoso y su llamada es peculiar de cada individuo. Alguno de sus sonidos es superior a lo que puede percibir el oído humano. El tui también canta de noche, especialmente cuando hay luna llena.
Su alimentación se basa en el néctar, aunque también come con frecuencia fruta e insectos y, ocasionalmente, polen y semillas. Sienten predilección por el lino de Nueva Zelanda, cuyo néctar (sobre todo fermentado) provoca en los tuis unos llamativos vuelos en los que da la impresión de encontrarse borracho. El tui es el principal polinizador del lino de Nueva Zelanda y de otras plantas como el kakabeak o el kowhai. 
Los tuis machos pueden llegar a ser extraordinariamente agresivos y se enfrentan al resto de aves (grandes o pequeñas) que penetren en su territorio o con otros tuis que intenten disputarles alguno de sus árboles favoritos: entonces el tui yergue su cuerpo para aparentar un tamaño mayor e intimidar a su rival.

## Distribución geográfica y hábitat

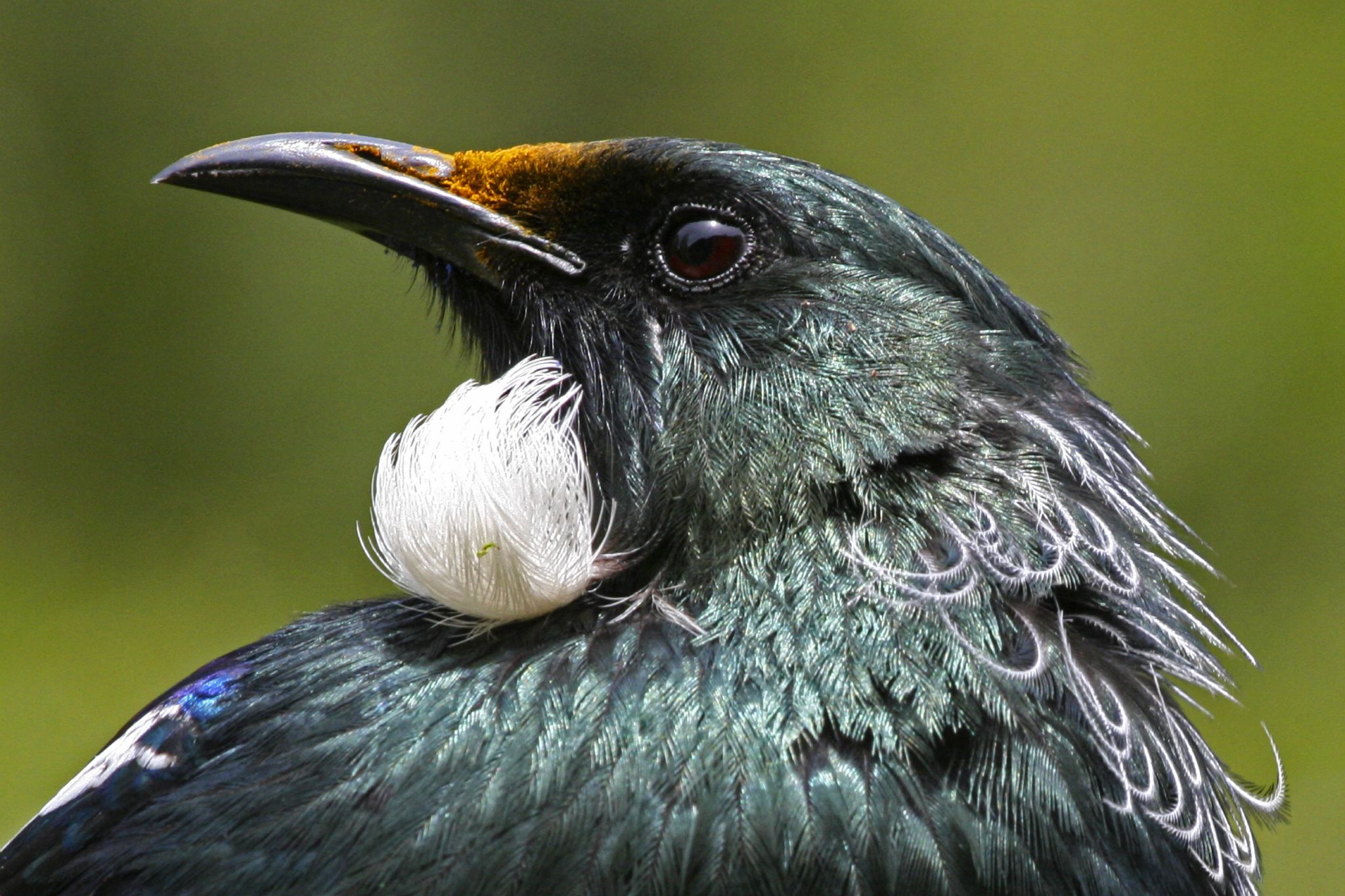
La mancha amarilla en el pico del tui es polen de las plantas en las que ha estado libando.

Los tuis habitan en casi toda Nueva Zelanda, en especial en la Isla Norte, en las costas oeste y sur de la Isla Sur, en la Isla Stewart y en el archipiélago de las Islas Chatham (donde viven unas raras subespecies exclusivas de estas islas y en peligro de extinción). Otras poblaciones se hallan en la Isla Raoul del archipiélago de las Kermadecs, y en las Islas Auckland (donde, junto con el korimako, es la especie más meridional de pájaros melífagos). La población de tuis ha descendido considerablemente desde la colonización europea, sobre todo a causa de la destrucción de su hábitat natural y por la depredación de las nuevas especies invasoras de mamíferos. No obstante, no corre peligro de extinción, su pervivencia parece segura, e incluso ha repoblado ciertas zonas en las que se ha abandonado el uso ganadero y se ha recuperado la vegetación original. Entre los mayores predadores del tui se encuentran los armiños, las ratas o los estorninos (estos últimos compiten con los tuis por los alimentos y a veces comen sus huevos).
El tui vive en zonas boscosas y también en manchas de vegetación cercanas a centros urbanos. Normalmente se le ve solitario, en pareja o en pequeños grupos familiares, nunca en bandadas, aunque es posible que se congregue un gran número de ejemplares en fuentes abundantes de comida, junto a otras aves como el zosteropo de lomo gris, el korimako o la paloma neozelandesa. En la competición por los alimentos que se da entre las especies de pájaros melífagos de Nueva Zelanda, se considera que se impone siempre, en primer lugar, el tui.